# Bragasellus cortesi
Bragasellus cortesi là một loài chân đều trong họ Asellidae. Loài này được Afonso miêu tả khoa học năm 1989.